# Castanopsis hainanensis
Castanopsis hainanensis là một loài thực vật có hoa trong họ Fagaceae. Loài này được Merr. mô tả khoa học đầu tiên năm 1922.